# Vadim Timonov
Vadim Timonov –en ruso, Вадим Тимонов– (San Petersburgo, 1992) es un deportista ruso que compite en escalada. Ganó una medalla de bronce en el Campeonato Europeo de Escalada de 2019, en la prueba de bloques.

## Palmarés internacional
| Campeonato Europeo | Campeonato Europeo | Campeonato Europeo | Campeonato Europeo |
| Año                | Lugar              | Medalla            | Prueba             |
| ------------------ | ------------------ | ------------------ | ------------------ |
| 2019               | Zakopane (Polonia) | Medalla de bronce  | Bloques            |